# لمور ورزشکار شانه‌سرخ
لمور ورزشکار شانه‌سرخ (نام علمی: Lepilemur aeeclis) نام یک گونه از سرده لمورهای ورزشکار است.